# Blomstrande tider
Blomstrande tider är en svensk film från 1980 i regi av John O. Olsson. Filmen var Olssons långfilmsdebut och i huvudrollen som Jussi Bergström ses Krister Henriksson.

## Handling
Filmen utspelar sig i mitten av 1970-talet och Jussi Bergström kommer med bussen till det lilla samhället någonstans i Sverige. Han har varit FN-soldat på Cypern och är lokalt känd som en framgångsrik tävlingscyklist. Lokaltidningen är på plats och redaktören Henry tar bilder och hälsar Jussi välkommen hem.
På det lokala haket Dallas bar serverar Anja och Jussi söker upp henne på arbetet. De har tidigare haft ihop det, men hon gör klart att hon inte har väntat på honom. Utanför står Dallas och betraktar dem genom fönstret.
Bygdens starke man är Göte Larsson och hans företag Götes Skrot & Maskin expanderar. Han är också en drivande kraft i idrottsföreningen. Jussi börjar arbeta för Göte som även bedriver handel med begagnade bilar. Göte ger Jussi förtroendeuppdraget att resa till Stockholm, där han ska söka upp en viss bilhandlare Blomkvist och överlämna ett paket.
När Jussi är i garaget hos Blomkvist, kommer en bil körande i högsta fart. Utifrån gatan hörs sirener och Blomkvist springer fram till bilen. Han skäller och slår på chauffören, betalar honom pengar för att slutligen jaga iväg honom. Väl hemma berättar Jussi för Henry om sina upplevelser. Jussi söker också upp Dallas och frågar honom om arbete. Dallas svarar att han ska tänka på saken och bjuder samtidigt in Jussi på bröllopsfest. Jussi gör ett nytt försök att uppvakta Anja, som återigen avvisar honom. Jussi börjar misshandla Anja, men blir avbruten av Dallas.
Jussi reser återigen till Stockholm, men den här gången skickas han vidare från Blomkvists garage för att leverera sitt paket vid Haga. Väl väntandes där ser han på avstånd hur en bil stannar och han börjar att gå mot den. Innan han kommer fram omringas den av polisbilar och Jussi flyr från platsen. Han söker tröst hos Doris som är gift med pendlaren Lennart. På morgonen hittar sonen Kent Jussi på pappas plats i dubbelsängen.
Jussi kommer sent till bröllopsfesten men går in och tar till orda: "Jag skulle vilja säga några saker till er som är här i kväll". Han fortsätter: "Hoppas ni får det bra, Anja och Dallas". Utanför lokalen kommer Doris fram till honom och förklarar att hennes man vill skiljas och att hon älskar Jussi. Jussi säger inte mycket och drar sig undan.
Jussi går till Göte och förklarar att han får åka till Stockholm själva nästa gång. Jussi packar sina väskor och förklarar för sin mamma att han blivit bjuden på en semesterresa. Han stiger på bussen vid Dallas.

## Rollista
- Krister Henriksson – Jussi Bergström
- Margreth Weivers – Ella, Jussis mor
- Åke Lindström – Jussis far
- Peter Lindgren – Joel
- Carl-Gustaf Lindstedt – Göte Larsson, ägare till bilskroten Götes Skrot & Maskin
- Siv Ericks – Gurli, hans fru
- Jan Nygren – Norell, kommunpolitiker
- Halvar Björk – Dallas, bensinmacksföreståndare
- Anu Panula – Anja, servitris på Dallas Bar
- Keve Hjelm – Henry, lokalredaktör
- Essy Persson – Doris
- Christer Söderlund – Lennart, Doris man
- Ken Lennáard – Kent, deras son
- Rune Ek – Harry, arbetare på bilskroten
- Jan Waldekranz – cyklist 1
- Jimmy Nyberg – cyklist 2
- Gunnar Schyman – Sven Hedlund, sporthandlare
- Sven Lindberg – Blomkvist, bilhandlare i Stockholm
- Henry Olhans – sångaren
- Mats Eriksson – cyklist 3
- Christer "Bonzo" Jonsson	– bilspekulanten
- Georgios Tsokanis – arbetare på bilskroten
- Olle Björling – en cykelentusiast
- Carli Tornehave – Erland, bilförsäljare
- Johan Thorén – stuntman

## Om filmen
Filmen producerades av Hans Iveberg för Stiftelsen Svenska Filminstitutet, Drakfilm Produktion AB och Treklövern HB. Manus skrevs av Olsson och fotograf var Hanno-Heinz Fuchs. Musiken komponerades av Björn Isfält och klippare var Christin Loman. Den premiärvisades den 28 januari 1980 på biografen Saga i Stockholm.